# Mount Aeolus
Mount Aeolus ist ein markanter Berg von mehr als 2000 m Höhe, der zwischen Mount Boreas und Mount Hercules in der Olympus Range im ostantarktischen Viktorialand aufragt.
Teilnehmer einer von 1958 bis 1959 durchgeführten Kampagne im Rahmen der neuseeländischen Victoria University’s Antarctic Expeditions benannten ihn nach Aeolus, dem Gott des Windes aus der griechischen Mythologie.